# Sabine Wachs
Sabine Wachs (* 1960 in Wermsdorf, DDR) ist eine deutsche Porzellangestalterin. 

## Tätigkeit
Sie studierte ab 1979 an der Hochschule für industrielle Formgestaltung Halle, Burg Giebichenstein. Ihre Lehrer waren u. a. Hans Merz (Gefäßgestaltung) und Heinz Werner (Dekorgestaltung). Ab 1985 war Wachs Porzellandesignerin an der Meissener Porzellanmanufaktur. Dort kreierte sie zahlreiche Gefäß- und Servicegestaltungen, deren bekannteste der Servicekomplex „Wellenspiel“ ist.